# Taiwan Capitalization Weighted Stock Index
| Taiwan Capitalization Weighted Stock Index | Taiwan Capitalization Weighted Stock Index |
| Stammdaten                                 | Stammdaten                                 |
| ------------------------------------------ | ------------------------------------------ |
| Staat                                      | Taiwan                                     |
| Börse                                      | Taiwan Stock Exchange                      |
| ISIN                                       | XC0009694149                               |
| WKN                                        | 969414                                     |
| Symbol                                     | TX                                         |
| RIC                                        | ^TWII                                      |
| Bloomberg-Code                             | TWSE <INDEX>                               |
| Kategorie                                  | Aktienindex                                |
| Typ                                        | Kursindex                                  |
| Familie                                    | Single-Index                               |

Taiwan Capitalization Weighted Stock Index (abgekürzt TAIEX, chinesisch 加權指數, Pinyin Jiāquán zhǐshù) ist der Leitindex der Taiwan Stock Exchange (chinesisch 臺灣證券交易所 / 台湾证券交易所, Pinyin Táiwān Zhèngquànjiāoyìsuǒ) in Taipeh, welcher sich aus fast allen Aktienwerten der Republik China (Taiwan) zusammensetzt.

## Berechnung
Der TAIEX ist der wichtigste Aktienindex der Taiwan Stock Exchange (TWSE) und umfasst nahezu alle an der Börse notierten Werte. Er spiegelt die Entwicklung des gesamten taiwanischen Aktienmarktes wider. Der Indexstand wird ausschließlich auf Grund der Aktienkurse ermittelt und nur um Erträge aus Bezugsrechten und Sonderzahlungen bereinigt. Die Gewichtung erfolgt nach der Marktkapitalisierung der gelisteten Unternehmen. Kapitalmaßnahmen wie Aktiensplits haben keinen (verzerrenden) Einfluss auf den Index. Die Berechnung wird während der TWSE-Handelszeit von 09:00 Uhr bis 13:30 Uhr Ortszeit (02:00 Uhr bis 06:30 Uhr MEZ) jede Sekunde aktualisiert. Die größten Anteile am Index hat die Elektronikbranche mit rund 40 Prozent.

## Geschichte

### 20. Jahrhundert
Der TAIEX wurde am 5. Januar 1967 erstmals veröffentlicht. Basiswert sind 100 Punkte am 31. Dezember 1966. Bis zum 12. Dezember 1973 stieg der TAIEX auf einen Rekordstand von 514,85 Punkten. Während der Ölkrise von 1973 und der weltweiten Rezession von 1974 verlor der taiwanische Leitindex 63,3 Prozent. Am 21. Dezember 1974 schloss der TAIEX auf einem Tiefststand von 188,74 Punkten.
Durch die erfolgreiche Entwicklung Taiwans hin zum Exportland und der damit einhergehenden Stärkung der Währung floss Anfang der 1980er Jahre sowohl Kapital von Auslandstaiwanesen nach Taiwan zurück, nahm aber auch das internationale Interesse an der Börse Taiwans zu. Die Öffnung des Marktes begann 1983, effiziente computergestützte Handelssysteme wurden 1986/87 eingeführt. Die folgenden Jahre waren von spekulativen Übertreibungen geprägt. Zum Teil wurden dafür auch Kursmanipulationen und Unternehmen im Naheverhältnis zu Untergrundorganisationen verantwortlich gemacht.
Am 17. Oktober 1986 schloss der Index erstmals über der Grenze von 1.000 Punkten und am 9. Juni 1988 über der 5.000-Punkte-Marke. Die Grenze von 10.000 Punkten fiel am 19. Juni 1989, als der TAIEX den Handel bei 10.105,81 Punkten beendete. Im Verlauf der Spekulationsblase schloss der Index am 10. Februar 1990 mit 12.495,34 Punkten auf einem Allzeithoch. Der Zusammenbruch des Marktes begann, als zahlreiche in Kursmanipulationen verwickelte Untergrundorganisationen zahlungsunfähig wurden und wegen des verschärften Bankengesetzes von Juli 1989 unter Druck gerieten. Am 1. Oktober 1990 schloss der TAIEX mit 2.560,47 Punkten 79,5 Prozent unter dem Allzeithoch vom Februar 1990. Es war der größte Sturz in der Geschichte des taiwanischen Leitindex.
In den folgenden Jahren stieg der Index erneut stark an. Am 26. August 1997 beendete der TAIEX den Handel bei 10.116,84 Punkten. In den Jahren 1997 bis 1999 kam es in Teilen der Welt zu Finanz-, Währungs- und Wirtschaftskrisen (Asienkrise, Russlandkrise, Brasilienkrise). Durch die Krisen waren die Anleger in Taiwan nervös geworden und es kam zu einem verstärkten Kapitalabfluss. Das Börsenbarometer sank bis zum 5. Februar 1999 auf 5.474,79 Punkte. Das war seit August 1997 ein Rückgang um 45,9 Prozent. Ab Frühjahr 1999 begann der Index wieder zu steigen. Am 19. Februar 2000 beendete der taiwanische Leitindex den Handel bei 10.202,20 Punkten. Der Gewinn seit August 1997 beträgt 86,4 Prozent.

### 21. Jahrhundert
Nach dem Platzen der Spekulationsblase im Technologiesektor (Dotcom-Blase) fiel der TAIEX bis zum 3. Oktober 2001 auf einen Tiefststand von 3.446,26 Punkten. Das war ein Rückgang seit Februar 2000 um 66,2 Prozent. Der 3. Oktober 2001 bedeutete das Ende der Talfahrt. Ab Herbst 2001 war der taiwanische Leitindex wieder auf dem Weg nach oben. Am 29. Oktober 2007 schloss der TAIEX bei 9.809,88 Punkten. Seit Oktober 2001 liegt der Gewinn bei 184,6 Prozent.
Im Verlauf der internationalen Finanzkrise, die im Sommer 2007 in der US-Immobilienkrise ihren Ursprung hatte, begann das Börsenbarometer wieder zu sinken. Ab dem 3. Quartal 2008 wirkte sich die Krise zunehmend auf die Realwirtschaft aus. In Folge brachen die Aktienkurse weltweit ein. Am 17. Oktober 2008 schloss der Index mit 4.960,40 Punkten unter der Grenze von 5.000 Punkten. Einen neuen Tiefststand erzielte der TAIEX am 20. November 2008, als er den Handel mit 4.089,93 Punkten beendete. Das entspricht einem Rückgang seit dem 29. Oktober 2007 um 58,3 Prozent.
Der 20. November 2008 markiert den Wendepunkt der Talfahrt. Ab dem Herbst 2008 war der Index wieder auf dem Weg nach oben. Bis zum 28. Januar 2011 stieg er um 123,6 Prozent auf einen Schlussstand von 9.145,35 Punkten. Die Abschwächung der globalen Konjunktur und die Verschärfung der Eurokrise führten zu einem Kurseinbruch des taiwanischen Leitindex. Am 19. Dezember 2011 beendete der TAIEX den Handel bei 6.633,33 Punkten. Der Verlust seit dem Höchststand am 28. Januar 2011 beträgt 27,5 Prozent.

### Höchststände
Die Übersicht zeigt die Allzeithöchststände des TAIEX.
|                      | Punkte     | Datum         |
| -------------------- | ---------- | ------------- |
| im Handelsverlauf    | 24 ,416.67 | 11. Juli 2024 |
| auf Schlusskursbasis | 23,997     | 11. Juli 2024 |

### Meilensteine
Die Tabelle zeigt die Meilensteine des TAIEX seit 1966.
| Erster Schlussstand über | Schlussstand in Punkten | Datum              |
| ------------------------ | ----------------------- | ------------------ |
| 100                      | 100,00                  | 31. Dezember 1966  |
| 500                      | 501,61                  | 5. Dezember 1973   |
| 1.000                    | 1.003,56                | 17. Oktober 1986   |
| 1.500                    | 1.514,62                | 8. April 1987      |
| 2.000                    | 2.041,48                | 25. Juli 1987      |
| 2.500                    | 2.518,50                | 18. August 1987    |
| 3.000                    | 3.075,23                | 31. August 1987    |
| 3.500                    | 3.539,02                | 17. September 1987 |
| 4.000                    | 4.166,04                | 24. September 1987 |
| 4.500                    | 4.673,14                | 1. Oktober 1987    |
| 5.000                    | 5.070,18                | 9. Juni 1988       |
| 5.500                    | 5.593,03                | 21. Juli 1988      |
| 6.000                    | 6.106,15                | 29. Juli 1988      |

| Erster Schlussstand über | Schlussstand in Punkten | Datum              |
| ------------------------ | ----------------------- | ------------------ |
| 6.500                    | 6.554,92                | 3. August 1988     |
| 7.000                    | 7.120,09                | 9. August 1988     |
| 7.500                    | 7.604,25                | 17. August 1988    |
| 8.000                    | 8.160,89                | 22. August 1988    |
| 8.500                    | 8.637,83                | 23. September 1988 |
| 9.000                    | 9.131,60                | 22. Mai 1989       |
| 9.500                    | 9.504,40                | 25. Mai 1989       |
| 10.000                   | 10.105,81               | 19. Juni 1989      |
| 10.500                   | 10.641,60               | 15. September 1989 |
| 11.000                   | 11.153,05               | 18. Januar 1990    |
| 11.500                   | 11.769,32               | 22. Januar 1990    |
| 12.000                   | 12.054,35               | 31. Januar 1990    |

### Jährliche Entwicklung
Die Tabelle zeigt die jährliche Entwicklung des TAIEX seit 1966.
| Jahr | Schlussstand in Punkten | Veränderung in Punkten | Veränderung in % |
| ---- | ----------------------- | ---------------------- | ---------------- |
| 1966 | 100,00                  |                        |                  |
| 1967 | 105,76                  | 5,76                   | 5,76             |
| 1968 | 106,63                  | 0,87                   | 0,82             |
| 1969 | 110,30                  | 3,67                   | 3,44             |
| 1970 | 123,38                  | 13,08                  | 11,86            |
| 1971 | 135,13                  | 11,75                  | 9,52             |
| 1972 | 228,03                  | 92,90                  | 68,75            |
| 1973 | 495,45                  | 267,42                 | 117,27           |
| 1974 | 193,06                  | −302,39                | −61,03           |
| 1975 | 330,08                  | 137,02                 | 70,97            |
| 1976 | 372,20                  | 42,12                  | 12,76            |
| 1977 | 450,44                  | 78,24                  | 21,02            |
| 1978 | 532,43                  | 81,99                  | 18,20            |
| 1979 | 549,55                  | 17,12                  | 3,22             |
| 1980 | 558,45                  | 8,90                   | 1,62             |
| 1981 | 551,03                  | −7,42                  | −1,33            |
| 1982 | 443,57                  | −107,46                | −19,50           |
| 1983 | 761,92                  | 318,35                 | 71,77            |
| 1984 | 838,07                  | 76,15                  | 9,99             |
| 1985 | 835,12                  | 2,88                   | 0,34             |
| 1986 | 1.039,11                | 203,99                 | 24,43            |
| 1987 | 2.339,86                | 1.300,75               | 125,18           |
| 1988 | 5.119,11                | 2.779,25               | 118,78           |
| 1989 | 9.624,18                | 4.505,07               | 88,00            |
| 1990 | 4.530,16                | −5.094,02              | −52,93           |
| 1991 | 4.540,55                | 10,39                  | 0,23             |
| 1992 | 3.377,06                | −1.163,49              | −25,62           |
| 1993 | 6.070,56                | 2.693,50               | 79,76            |
| 1994 | 7.111,10                | 1.040,54               | 17,14            |
| 1995 | 5.158,65                | −1.952,45              | −27,46           |
| 1996 | 6.933,94                | 1.775,29               | 34,41            |
| 1997 | 8.187,27                | 1.253,33               | 18,08            |
| 1998 | 6.418,43                | −1.768,84              | −21,60           |
| 1999 | 8.448,84                | 2.030,41               | 31,63            |
| 2000 | 4.743,94                | −3.704,90              | −43,85           |
| 2001 | 5.551,24                | 807,30                 | 17,02            |
| 2002 | 4.452,45                | −1.098,79              | −19,79           |
| 2003 | 5.890,69                | 1.438,24               | 32,30            |
| 2004 | 6.139,69                | 249,00                 | 4,23             |
| 2005 | 6.548,34                | 408,65                 | 6,66             |
| 2006 | 7.823,72                | 1.275,38               | 19,48            |
| 2007 | 8.506,28                | 682,56                 | 8,72             |
| 2008 | 4.591,22                | −3.915,06              | −46,03           |
| 2009 | 8.188,11                | 3.596,89               | 78,34            |
| 2010 | 8.972,50                | 784,39                 | 9,58             |
| 2011 | 7.072,08                | −1.900,42              | −21,18           |
| 2012 | 7.699,50                | 627,42                 | 8,87             |
| 2013 | 8.611,51                | 912,01                 | 11,85            |
| 2014 | 9.307,26                | 695,75                 | 8,08             |
| 2015 | 8.338,06                | −969,20                | −10,41           |
| 2016 | 9.253,50                | 915,44                 | 10,98            |
| 2017 | 10.642,86               | 1.389,36               | 15,01            |
| 2018 | 9.727,41                | −915,45                | −8,60            |
| 2019 | 11.997,14               | 2.269,73               | 23,33            |
| 2020 | 14.732,53               | 2.735,39               | 22,80            |
| 2021 | 18.218,84               | 3.486,31               | 23,66            |
| 2022 | 14.137,69               | −4.081.15              | −22,40           |
| 2023 | 17.930,81               | 3.793,12               | 26,83            |
| 2024 | 23.035,10               | 5.104,29               | 28,47            |